# Вільчополе
Вільчополе (пол. Wilczopole) — село в Польщі, у гміні Ґлуськ Люблінського повіту Люблінського воєводства.
Населення — 989 осіб (2011).

## Демографія
Демографічна структура станом на 31 березня 2011 року:
|          | Загалом | Допрацездатний вік | Працездатний вік | Постпрацездатний вік |
| -------- | ------- | ------------------ | ---------------- | -------------------- |
| Чоловіки | 500     | 124                | 327              | 49                   |
| Жінки    | 489     | 83                 | 302              | 104                  |
| Разом    | 989     | 207                | 629              | 153                  |